# Reprezentacja Francji na Mistrzostwach Świata w Narciarstwie Klasycznym 2013
Reprezentacja Francji na Mistrzostwach Świata w Narciarstwie Klasycznym 2013 – grupa zawodników i zawodniczek, wybranych do reprezentowania Francji na Mistrzostwach Świata w Narciarstwie Klasycznym 2013 w Val di Fiemme.

## Zdobyte medale
| Medal | Zawodnik                                                             | Dyscyplina          | Konkurencja                     | Data       |
| ----- | -------------------------------------------------------------------- | ------------------- | ------------------------------- | ---------- |
| 1     | Jason Lamy Chappuis                                                  | kombinacja norweska | zawody indywidualne HS106/10 km | 22.02.2013 |
| 2     | François Braud Maxime Laheurte Sébastien Lacroix Jason Lamy Chappuis | kombinacja norweska | zawody drużynowe HS106/4x5 km   | 24.02.2013 |
| 3     | Sébastien Lacroix Jason Lamy Chappuis                                | kombinacja norweska | sprint drużynowy HS134/2x7,5 km | 02.03.2013 |
| 4     | Jason Lamy Chappuis                                                  | kombinacja norweska | zawody indywidualne HS134/10 km | 28.02.2013 |

## Wyniki reprezentantów Francji

### Biegi narciarskie
| Data       | Konkurencja                    | Zawodnik           | Kwalifikacje | Kwalifikacje | Kwalifikacje | Ćwierćfinał | Ćwierćfinał | Ćwierćfinał | Półfinał | Półfinał | Półfinał | Finał     | Miejsce | Źródła |
| Data       | Konkurencja                    | Zawodnik           | Czas         | Miejsce      | Miejsce      | Czas        | Miejsce     | Miejsce     | Czas     | Miejsce  | Miejsce  | Czas      | Miejsce | Źródła |
| ---------- | ------------------------------ | ------------------ | ------------ | ------------ | ------------ | ----------- | ----------- | ----------- | -------- | -------- | -------- | --------- | ------- | ------ |
| 21.02.2013 | sprint kobiet                  | Celia Aymonier     | 3:37.61      | 36.          | nq           | NQ          | NQ          | NQ          | NQ       | NQ       | NQ       | NQ        | 36.     | [ 1 ]  |
| 21.02.2013 | sprint kobiet                  | Aurore Jean        | 3:30.41      | 18.          | Q            |             | 22.         | nq          | NQ       | NQ       | NQ       | NQ        | 22.     | [ 1 ]  |
| 21.02.2013 | sprint mężczyzn                | Cyril Miranda      | 3:34.45      | 16.          | Q            |             | 18.         | nq          | NQ       | NQ       | NQ       | NQ        | 18.     | [ 2 ]  |
| 23.02.2013 | bieg łączony kobiet na 15 km   | Celia Aymonier     | —            | —            | —            | —           | —           | —           | —        | —        | —        | 42:27.0   | 36.     | [ 3 ]  |
| 23.02.2013 | bieg łączony kobiet na 15 km   | Anouk Faivre-Picon | —            | —            | —            | —           | —           | —           | —        | —        | —        | 43:42.6   | 46.     | [ 3 ]  |
| 23.02.2013 | bieg łączony kobiet na 15 km   | Coraline Hugue     | —            | —            | —            | —           | —           | —           | —        | —        | —        | 41:58.6   | 32.     | [ 3 ]  |
| 23.02.2013 | bieg łączony kobiet na 15 km   | Aurore Jean        | —            | —            | —            | —           | —           | —           | —        | —        | —        | 40:35.4   | 13.     | [ 3 ]  |
| 23.02.2013 | bieg łączony mężczyzn na 30 km | Jean-Marc Gaillard | —            | —            | —            | —           | —           | —           | —        | —        | —        | 1:13:22.0 | 10.     | [ 4 ]  |
| 23.02.2013 | bieg łączony mężczyzn na 30 km | Maurice Manificat  | —            | —            | —            | —           | —           | —           | —        | —        | —        | 1:13:35.2 | 21.     | [ 4 ]  |
| 23.02.2013 | bieg łączony mężczyzn na 30 km | Mathias Wibault    | —            | —            | —            | —           | —           | —           | —        | —        | —        | 1:15:02.1 | 36.     | [ 4 ]  |
| 26.02.2013 | bieg na 10 km kobiet           | Anouk Faivre-Picon | –            | –            | PQ           | —           | —           | —           | —        | —        | —        | 26:46.3   | 18.     | [ 5 ]  |
| 26.02.2013 | bieg na 10 km kobiet           | Coraline Hugue     | –            | –            | PQ           | —           | —           | —           | —        | —        | —        | 26:26.2   | 10.     | [ 5 ]  |
| 26.02.2013 | bieg na 10 km kobiet           | Aurore Jean        | –            | –            | PQ           | —           | —           | —           | —        | —        | —        | 26:50.6   | 21.     | [ 5 ]  |
| 27.02.2013 | bieg na 15 km mężczyzn         | Robin Duvillard    | –            | –            | PQ           | —           | —           | —           | —        | —        | —        | 37:51.4   | 44.     | [ 6 ]  |
| 27.02.2013 | bieg na 15 km mężczyzn         | Jean-Marc Gaillard | –            | –            | PQ           | —           | —           | —           | —        | —        | —        |           | DNF     | [ 6 ]  |
| 27.02.2013 | bieg na 15 km mężczyzn         | Maurice Manificat  | –            | –            | PQ           | —           | —           | —           | —        | —        | —        | 36:49.2   | 18.     | [ 6 ]  |
| 27.02.2013 | bieg na 15 km mężczyzn         | Mathias Wibault    | –            | –            | PQ           | —           | —           | —           | —        | —        | —        | 37:17.6   | 29.     | [ 6 ]  |
| 03.03.2013 | bieg na 50 km mężczyzn         | Jean-Marc Gaillard | —            | —            | —            | —           | —           | —           | —        | —        | —        |           | DNF     | [ 7 ]  |
| 03.03.2013 | bieg na 50 km mężczyzn         | Maurice Manificat  | —            | —            | —            | —           | —           | —           | —        | —        | —        | 2:13:41.1 | 24.     | [ 7 ]  |
| 03.03.2013 | bieg na 50 km mężczyzn         | Mathias Wibault    | —            | —            | —            | —           | —           | —           | —        | —        | —        | 2:16:28.2 | 31.     | [ 7 ]  |

| Data       | Konkurencja                 | Zawodnik               | Półfinał       | Półfinał    | Półfinał | Półfinał | Finał          | Finał       | Miejsce | Źródła |
| Data       | Konkurencja                 | Zawodnik               | Czas zawodnika | Czas łączny | Miejsce  | Miejsce  | Czas zawodnika | Czas łączny | Miejsce | Źródła |
| ---------- | --------------------------- | ---------------------- | -------------- | ----------- | -------- | -------- | -------------- | ----------- | ------- | ------ |
| 24.02.2013 | sprint drużynowy kobiet     | Celia Aymonier         |                | 21:40.0     | 10.      | q        | 10:26.68       | 21:11.01    | 10.     | [ 8 ]  |
| 24.02.2013 | sprint drużynowy kobiet     | Coraline Hugue         |                | 21:40.0     | 10.      | q        | 10:44.33       | 21:11.01    | 10.     | [ 8 ]  |
| 24.02.2013 | sprint drużynowy mężczyzn   | Jean-Marc Gaillard     |                | 21:54.4     | 4.       | q        | 10:42.56       | 21:36.31    | 6.      | [ 9 ]  |
| 24.02.2013 | sprint drużynowy mężczyzn   | Maurice Manificat      |                | 21:54.4     | 4.       | q        | 10:53.75       | 21:36.31    | 6.      | [ 9 ]  |
| 28.02.2013 | sztafeta 4 × 5 km kobiet    | Aurore Jean            | —              | —           | —        | —        | 15:56.7        | 1:02:30.2   | 6.      | [ 10 ] |
| 28.02.2013 | sztafeta 4 × 5 km kobiet    | Celia Aymonier         | —              | —           | —        | —        | 16:57.4        | 1:02:30.2   | 6.      | [ 10 ] |
| 28.02.2013 | sztafeta 4 × 5 km kobiet    | Anouk Faivre-Picon     | —              | —           | —        | —        | 14:42.9        | 1:02:30.2   | 6.      | [ 10 ] |
| 28.02.2013 | sztafeta 4 × 5 km kobiet    | Coraline Hugue         | —              | —           | —        | —        | 14:53.2        | 1:02:30.2   | 6.      | [ 10 ] |
| 01.03.2013 | sztafeta 4 × 10 km mężczyzn | Mathias Wibault        | —              | —           | —        | —        | 27:23.9        | 1:42:32.8   | 9.      | [ 11 ] |
| 01.03.2013 | sztafeta 4 × 10 km mężczyzn | Maurice Manificat      | —              | —           | —        | —        | 27:27.6        | 1:42:32.8   | 9.      | [ 11 ] |
| 01.03.2013 | sztafeta 4 × 10 km mężczyzn | Robin Duvillard        | —              | —           | —        | —        | 23:23.3        | 1:42:32.8   | 9.      | [ 11 ] |
| 01.03.2013 | sztafeta 4 × 10 km mężczyzn | Ivan Perrillat Boiteux | —              | —           | —        | —        | 24:18.0        | 1:42:32.8   | 9.      | [ 11 ] |

### Skoki narciarskie
| Data                                   | Konkurencja                           | Zawodnik                 | Kwalifikacje | Kwalifikacje | Kwalifikacje | Kwalifikacje | Seria 1   | Seria 1   | Seria 2   | Seria 2   | Nota łączna | Miejsce | Źródła        |
| Data                                   | Konkurencja                           | Zawodnik                 | Odległość    | Nota         | Miejsce      | Miejsce      | Odległość | Nota      | Odległość | Nota      | Nota łączna | Miejsce | Źródła        |
| -------------------------------------- | ------------------------------------- | ------------------------ | ------------ | ------------ | ------------ | ------------ | --------- | --------- | --------- | --------- | ----------- | ------- | ------------- |
| 21.02.2013 (kwalifikacje) – 22.02.2013 | konkurs indywidualny kobiet           | Coline Mattel            | —            | —            | —            | —            | 102,0 m   | 118.2 pkt | 95,5 m    | 111.3 pkt | 229.5 pkt   | 4.      | [ 12 ]        |
| 21.02.2013 (kwalifikacje) – 22.02.2013 | konkurs indywidualny kobiet           | Julia Clair              | —            | —            | —            | —            | 82,0 m    | 79.0 pkt  | NQ        | NQ        | 79.0 pkt    | 35.     | [ 12 ]        |
| 21.02.2013 (kwalifikacje) – 22.02.2013 | konkurs indywidualny kobiet           | Léa Lemare               | —            | —            | —            | —            | 84,0 m    | 70.3 pkt  | NQ        | NQ        | 70.3 pkt    | 38.     | [ 12 ]        |
| 22.02.2013 (kwalifikacje) – 23.02.2013 | konkurs indywidualny mężczyzn (HS106) | Vincent Descombes Sevoie | 95,5 m       | 106.2 pkt    | 25.          | Q            | 96,5 m    | 108.0 pkt | 98,0 m    | 123.0 pkt | 231.0 pkt   | 14.     | [ 13 ] [ 14 ] |
| 22.02.2013 (kwalifikacje) – 23.02.2013 | konkurs indywidualny mężczyzn (HS106) | Ronan Lamy Chappuis      | 88,5 m       | 93.2 pkt     | 36.          | Q            | 91,0 m    | 98.1 pkt  | NQ        | NQ        | 98.1 pkt    | 38.     | [ 13 ] [ 14 ] |
| 27.02.2013 (kwalifikacje) – 28.02.2013 | konkurs indywidualny mężczyzn (HS134) | Vincent Descombes Sevoie | 111,0 m      | 108.5 pkt    | 27.          | Q            | 122,0 m   | 121.9 pkt | 126,5 m   | 134.8 pkt | 256.7 pkt   | 29.     | [ 15 ] [ 16 ] |
| 27.02.2013 (kwalifikacje) – 28.02.2013 | konkurs indywidualny mężczyzn (HS134) | Ronan Lamy Chappuis      | 103,0 m      | 93.1 pkt     | 52.          | nq           | NQ        | NQ        | NQ        | NQ        | NQ          | 52.     | [ 15 ] [ 16 ] |

### Kombinacja norweska
| Data       | Konkurencja                     | Zawodnik            | Skok      | Skok      | Skok    | Skok   | Bieg    | Bieg    | Wynik łączny | Miejsce | Źródła        |
| Data       | Konkurencja                     | Zawodnik            | Odległość | Punkty    | Miejsce | Strata | Czas    | Miejsce | Wynik łączny | Miejsce | Źródła        |
| ---------- | ------------------------------- | ------------------- | --------- | --------- | ------- | ------ | ------- | ------- | ------------ | ------- | ------------- |
| 22.02.2013 | Zawody indywidualne HS106/10 km | François Braud      | 91,5 m    | 96.5 pkt  | 24.     | +1:56  | 29:40.4 | 41.     | 31:36.4      | 36.     | [ 17 ] [ 18 ] |
| 22.02.2013 | Zawody indywidualne HS106/10 km | Sébastien Lacroix   | 89,0 m    | 92.6 pkt  | 32.     | +2:12  | 27:52.8 | 5.      | 30:04.8      | 11.     | [ 17 ] [ 18 ] |
| 22.02.2013 | Zawody indywidualne HS106/10 km | Maxime Laheurte     | 97,5 m    | 102.3 pkt | 15.     | +1:33  | 28:42.6 | 15.     | 30:17.6      | 15.     | [ 17 ] [ 18 ] |
| 22.02.2013 | Zawody indywidualne HS106/10 km | Jason Lamy Chappuis | 94,5 m    | 107.3 pkt | 11.     | +1:13  | 28:00.2 | 6.      | 29:12.2      | 1.      | [ 17 ] [ 18 ] |
| 28.02.2013 | Zawody indywidualne HS134/10 km | François Braud      | 118,5 m   | 115.8 pkt | 20.     | +1:53  | 27:31.9 | 17.     | 29:24.9      | 19.     | [ 19 ] [ 20 ] |
| 28.02.2013 | Zawody indywidualne HS134/10 km | Sébastien Lacroix   | 126,5 m   | 123.4 pkt | 13.     | +1:23  | 26:50.6 | 3.      | 28:13.6      | 7.      | [ 19 ] [ 20 ] |
| 28.02.2013 | Zawody indywidualne HS134/10 km | Maxime Laheurte     | 115,5 m   | 110.3 pkt | 28.     | +2:15  | 27:56.7 | 24.     | 30:11.7      | 25.     | [ 19 ] [ 20 ] |
| 28.02.2013 | Zawody indywidualne HS134/10 km | Jason Lamy Chappuis | 126,5 m   | 127.0 pkt | 10.     | +1:08  | 26:52.0 | 4.      | 28:00.0      | 3.      | [ 19 ] [ 20 ] |
| 24.02.2013 | Zawody drużynowe HS106/4x5 km   | François Braud      | 90,0 m    | 105.2 pkt | 2.      | +0:22  | 14:34.9 | 4.      | 57:12.0      | 1.      | [ 21 ] [ 22 ] |
| 24.02.2013 | Zawody drużynowe HS106/4x5 km   | Maxime Laheurte     | 100,5 m   | 116.4 pkt | 2.      | +0:22  | 14:46.9 | 4.      | 57:12.0      | 1.      | [ 21 ] [ 22 ] |
| 24.02.2013 | Zawody drużynowe HS106/4x5 km   | Sébastien Lacroix   | 93,0 m    | 112.4 pkt | 2.      | +0:22  | 13:51.9 | 4.      | 57:12.0      | 1.      | [ 21 ] [ 22 ] |
| 24.02.2013 | Zawody drużynowe HS106/4x5 km   | Jason Lamy Chappuis | 95,5 m    | 117.1 pkt | 2.      | +0:22  | 13:58.3 | 4.      | 57:12.0      | 1.      | [ 21 ] [ 22 ] |
| 02.03.2013 | Sprint drużynowy HS134/2x7.5 km | Sébastien Lacroix   | 118,5 m   | 120,9 pkt | 4.      | +0:43  | 17:16.4 | 1.      | 34:54.9      | 1.      | [ 23 ] [ 24 ] |
| 02.03.2013 | Sprint drużynowy HS134/2x7.5 km | Jason Lamy Chappuis | 120,5 m   | 121,8 pkt | 4.      | +0:43  | 17:38.5 | 1.      | 34:54.9      | 1.      | [ 23 ] [ 24 ] |